# Carson's Law
Carson's Law  è una serie televisiva australiana in 184 episodi trasmessi per la prima volta nel corso di una sola stagione dal 1983 al 1984.
È una serie drammatica ambientata negli anni venti del XX secolo e incentrata sulle vicende degli avvocati che lavorano nello studio di Godfrey Carson, Carson&Carson, tra cui vi sono anche i suoi tre figli.

## Personaggi e interpreti
- Godfrey Carson, interpretato da Kevin Miles.
- Jennifer Carson, interpretato da Lorraine Bayly.
- William Carson, interpretato da Jon Sidney.
- Billy Carson, interpretato da Greg Caves.

### Guest star
Tra le guest star: Jackie Woodburne, Brian James, Gary Day, Charles "Bud" Tingwell, Gerard Kennedy, Andrew McKaige, Robyn Gibbes.

## Produzione
La serie, ideata da Terry Stapleton, fu prodotta da Crawford Productions e Network Ten e girata nei Global Television Studios di Nunawading, a Melbourne in Australia. Le musiche furono composte da Brian May.

### Registi
Tra i registi della serie sono accreditati:
- Charles William "Bud" Tingwell
- Howard Neil
- Mark Joffe
- Chris Langman
- Brian Lennane
- Paul Moloney
- Mandy Smith

### Sceneggiatori
Tra gli sceneggiatori della serie sono accreditati:
- Michael Harvey
- Sue Smith
- Terry Stapleton

## Distribuzione
La serie fu trasmessa in Australia dal 24 gennaio 1983 al 29 novembre 1984 sulla rete televisiva Network Ten. In Italia è stata trasmessa con il titolo Carson's Law.
Alcune delle uscite internazionali sono state:
- in Australia il 24 gennaio 1983 (Carson's Law)
- in Germania Ovest (Carson & Carson)
- in Italia (Carson's Law)

## Episodi
| Stagione       | Episodi | Prima TV Australia | Prima TV Italia |
| -------------- | ------- | ------------------ | --------------- |
| Prima stagione | 184     | 1983-1984          |                 |